# Śląska Deklaracja Solidarnej i Sprawiedliwej Transformacji
Śląska Deklaracja Solidarnej i Sprawiedliwej Transformacji (ang. Solidarity and Just Transition Silesia Declaration) – deklaracja ogłoszona przez polską Prezydencję COP24 podczas szczytu klimatycznego ONZ w Katowicach w grudniu 2018 r. Zakłada ochronę klimatu przy jednoczesnym utrzymaniu rozwoju gospodarczego i miejsc pracy, a także odpowiedzialność państw w wymiarze gospodarczym, społecznym, środowiskowym i klimatycznym, przy nacisku na modernizację, zmiany technologiczne i wdrażanie innowacji, umożliwiających efektywniejsze i bardziej przyjazne dla środowiska wykorzystanie zasobów. Do grudnia 2019 r. deklarację przyjęło 56 państw.
Solidarna transformacja stała się jednym z trzech priorytetów polskiej Prezydencji COP24 (obok elektromobilności i lasów dla klimatu). 
Podczas trwania polskiej Prezydencji COP24 zorganizowano warsztaty, spotkania i konferencję w międzynarodowym gronie, mające na celu propagowanie koncepcji solidarnej transformacji jako podejścia, które może pozwolić zminimalizować społeczne koszty transformacji gospodarczej. 
Na podstawie dyskusji prowadzonych podczas tych spotkań, powstał raport, którego główną częścią jest zbiór konkretnych strategii wprowadzenia solidarnej transformacji. Raport został zaprezentowany podczas Szczytu Działań Klimatycznych zorganizowanego przez Sekretarza Generalnego ONZ w Nowym Jorku we wrześniu 2019 roku
Solidarna transformacja (z ang. just transition) zakłada ochronę pracowników, którzy tracą pracę w wyniku likwidowania wysokoemisyjnych zakładów przemysłowych. Ma na celu zabezpieczenie wynagrodzeń, szkolenia, opiekę socjalną społeczności objętych transformacją w kierunku bardziej zrównoważonych gospodarek. Solidarna transformacja to termin kojarzony przede wszystkim z przemysłem węglowym. Może być jednak rozumiana szerzej i obejmować wszystkie gałęzie przemysłu, które w znaczący sposób zanieczyszczają środowisko. Solidarna transformacja zakłada tworzenie nowych, "zielonych" miejsc pracy.
Na świecie ideę solidarnej transformacji promuje wiele organizacji, w tym Międzynarodowa Organizacja Pracy i Międzynarodowa Konfederacja Związków Zawodowych. 